# セルジオ・バティスティーニ
セルジオ・バティスティーニ（Sergio Battistini, 1963年5月7日 - ）は、イタリア・マッサ出身の元サッカー選手。現役時代のポジションはディフェンダー。1984年にイタリア代表として4試合のプレー経験がある。また同年のロス五輪に出場した。

## 経歴
ACミランのプリマベーラ出身。チームがセリエBに降格中の1980年にトップチームデビューを果たした。以降5年間在籍、通算201試合に出場した。後にミランの殿堂入りを果たした。1985年にACFフィオレンティーナに移籍、以降5シーズンプレーした。
1990年からの4シーズンはインテルでプレー、トータル166試合に出場した。この間2度UEFAカップで優勝を果たした。1996-97年度シーズン、スペツィア・カルチョでのプレーを最後に引退した。

## タイトル
ACミラン
- セリエB：1980-81, 1982-83

インテル
- UEFAカップ : 1990-91, 1993-94